# Alim Abdallah
Alim Abdallah (en árabe: عليم عبدالله; en hebreo: עלים עבדאללה‎) (Yanuh-Jat, Israel; 1982-Galilea, Israel; 9 de octubre de 2023) fue un militar israelí, comandante de la 300.ª Brigada de la 91.ª División de los Drusos. Murió por un ataque de Hezbolá cuando respondía a una operación de infiltración desde la frontera norte con el Líbano. Su rango era el de teniente coronel.

## Biografía
Se alistó en las Fuerzas de Defensa de Israel en 2002, en el 299º Batallón. En 2006, durante la guerra del Líbano, fue comandante adjunto de una compañía. Después fue comandante del batallón. Tras completar sus estudios, fue nombrado subcomandante del 33 Batallón en Karakal. Más tarde sirvió como oficial paramilitar de la Brigada Paran, comandante del 299º Batallón de Reserva y jefe de la rama de adiestramiento del Mando Norte. En la 300ª Brigada ocupó varios altos cargos, como el de oficial de operaciones de brigada, oficial de seguridad de brigada y comandante adjunto de la brigada.
El 9 de octubre de 2023 murió en Galilea Occidental durante el intercambio de disparos con militantes infiltrados de Hezbolá desde el Líbano. Estaba casado y tenía tres hijos.